# Wojciech Stamm
Wojciech Stamm (ur. 15 grudnia 1965 w Gdańsku) – poeta, prozaik, dramaturg, reżyser teatralny, performer, dziennikarz, uczestnik działań Formacji Totart, związany z „brulionem” i jego telewizyjnymi emanacjami Dzyndzylyndzy i AlternaTiVi. Współzałożyciel i spiritus movens projektów Babcia Zosia, Ciocia Leosia i Dziadek Stanisław. Współzałożyciel Stowarzyszenia Nieudaczników Polskich w Berlinie, współtwórca grupy „bundesstrasse 1", wydającej w latach 1992–1998 kwartalnik literacki b1. Działał pod pseudonimem Lopez Mausere. Nominowany do Nagrody Literackiej Nike 2009 za powieść Czarna matka.
Absolwent III Liceum Ogólnokształcącego im. Bohaterów Westerplatte w Gdańsku.

## Poezja
Debiutował w 1987 arkuszem poetyckim: AIDS – szwedzki obóz koncentracyjny, falowce na Oruni albo in flagranti w domu Laskowskiego lepiąc domek/bombę, wydanym z inicjatywy Pawła Konnaka w wydawnictwie „Zlew Polski” z rysunkami Pawła „Paulusa” Mazura, w liczbie czterdziestu egzemplarzy. W 1995 ukazał się w bibliotece brulionu tomik pod tytułem: Aids albo szwedzki obóz koncentracyjny. W 1997 ukazał się w bibliotece nieregularnika „Kolano” zbiorek pod tytułem Menu.
Jego teksty publikowano również w „b1”, „Homku”, „Kolanie”, „Metafizyce Społecznej” i „Tygodniku Literackim”, a także w antologiach Xerofeeria, Overground, Macie swoich poetów i Napisane w Niemczech.

## Dramat
- Pierwsze próby inscenizacyjne w 1982 w Polskim Związku Głuchoniemych w Gdańsku Wrzeszczu – inscenizuje wybrane motywy z mitów greckich.
- 1998 – Prapremiera „Babci Zosi” w teatrze „Ballhaus” na Kreuzbergu. W roli głównej Krzysztof „Leon” Dziemaszkiewicz oraz Leszek Oświęcimski, Andrzej Fikus, Roman Lipski i Wojciech Stamm.
- 1999 – Inscenizacja „Cioci Leosi” na deskach teatru „theater am Ufer”. Obsada: Beata Zagożdżon, Andrzej Fikus, Andrea Zingler, Piotr Czajkowski, Adam Gusowski i Magdalena Gnatowska.
- 2000 – W wydawnictwie „Lampa i iskra boża” ukazał się zbiorek Dramatyczne pomysły Lopeza Mausere.
- 2003 – Na scenie „Klubu Polskich Nieudaczników” powstał Dziadek Stanisław, kreacja grupy: Andrzej Fikus, Magdalena Gnatowska, Adam Gusowski, Noam Braslavsky i Wojciech Stamm.

## Proza
W 2008 wydał powieść Czarna matka, w 2010 powieść kryminalną Doktor Jeremias (wspólnie z Sebastianem Koperskim), w 2014 zbiór tekstów Pieśni i dramaty patriotyczne i osobiste.

## Film i działalność w mediach
- 1992–1997 autor i aktor cyklu programów „Dzyndzlyndzy”, produkowanego przez członków Totartu, a konkretnie przez grupę poetycką Zlali Mi Się Do Środka i fundację brulionu dla Telewizji Polskiej.
- 1995–1996 scenarzysta cyklu AlternaTiVi; dwa odcinki: „Rodzice Grupy Poetyckiej” i „O tym jak ludzie umierają”.
- od 1993 współpraca z rozgłośnią radiową RBB (Rundfunk Berlin Brandenburg) w Berlinie; między innymi od
- 1997 cykl satyryczno-literacki „Gauloises Golana”, a także realizacja innych formatów radiowych.
- 2002 współpraca przy realizacji filmu telewizyjnego „Wurstmenschen”, produkcji SFB w reżyserii Volkmara Umlaufta.
- od 2005 współpraca z formacją radiowo-performerską „gutbaj poznań” na antenie studenckiego radia Afera.

## Performance i akcje

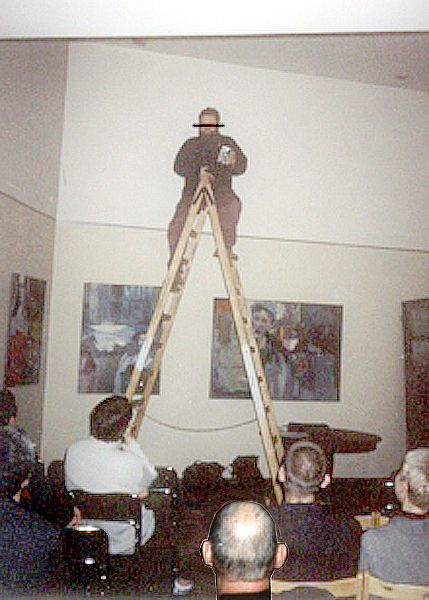
Lopez Mausere, 30.11.2001

Jedną z najgłośniejszych akcji była akcja kopulacji z szufladą biurka przy równoczesnym czytaniu listów od niemieckiej ubezpieczalni do dziadka artysty, który starał się bezskutecznie o odszkodowanie za pracę przymusową w czasach Trzeciej Rzeszy. Akcja ta odbyła się w Galerie der Künste (GdK) w ramach wystawy, której kuratorem była Emma Braslavsky; w wystawie brali udział też Mauricio Cattelan i Ola Levin. Akcja była częścią spektaklu, ale wysublimowana zaistniała w różnych miejscach, jak m.in. Galeria Bielska BWA w Bielsku-Białej 2005.
Do licznych akcji Wojciecha Stamma należy zorganizowanie meczu bokserskiego z Jerzym Truszkowskim; performerzy okładali się pięściami w rękawicach pomalowanych w barwy narodowe i improwizując epigramy (2001). „Koncert dla ras niższych, czyli koncert dla psów” odbył się w Schwarzsche Villa w dzielnicy willowej – Steglitz w Berlinie w ramach festiwalu nieudaczników polskich. Artystą grającym, dla jednego psa, był Christian Gunther na instrumentach elektroakustycznych, stworzonych przez siebie (2001). Wraz z Leszkiem Oświęcimskim i Adamem Gusowskim przy asyście Piotra Mordela artysta wdarł się na teren targów książki we Frankfurcie nad Menem, gdzie stowarzyszenie nieudaczników rozłożyło swoje nielegalne stoisko (2000).
Ze względów artystycznych i moralnych Wojciech Stamm podczas wystąpień publicznych nie pokazuje swojej twarzy bez maski.

## Działalność translatorska
- 2002 r. – przetłumaczenie operetki Piękna Helena Jacques’a Offenbacha, zamówionej przez Teatr Muzyczny im. Danuty Baduszkowej w Gdyni, niewystawionej jednak ze względu na kontrowersje związane z osobą Jarosława Ostaszkiewicza, który udzielał głosu „Big Brotherowi”.

- 2004 r. – przetłumaczenie operetki Franza Lehára Kraina Uśmiechu wespół z Janem Duszyńskim i Jarosławem Ostaszkiewiczem, wystawionej przez Teatr Muzyczny Capitol we Wrocławiu.

## Publikacje
- AIDS albo Szwedzki obóz koncentracyjny – poezja (Kraków, Warszawa: Wydawnictwo Fundacja „brulionu”, 1994)
- Dramatyczne pomysły Lopeza Mausere – zbiór form dramatycznych i prozatorskich (Warszawa: Wydawnictwo Lampa i Iskra Boża, 2000 ISBN 83-86735-59-7)
- Czarna matka – proza (Warszawa: Wydawnictwo W.A.B., 7 lutego 2008 ISBN 978-83-7414-267-0)
- Doktor Jeremias (powieść kryminalna, 2010) – współautor
- Pieśni i dramaty patriotyczne i osobiste (Wydawnictwo Forma, 2014)[5]

## Nagrody
- Nagroda Prezydenta Miasta Gdańska w Dziedzinie Kultury z okazji jubileuszu 30-lecia Formacji Totart (2016)[6]
- Nagroda Prezydenta Miasta Gdańska w Dziedzinie Kultury z okazji 35-lecia Tranzytoryjnej Formacji Totart (2021)[6]